# 滅菌

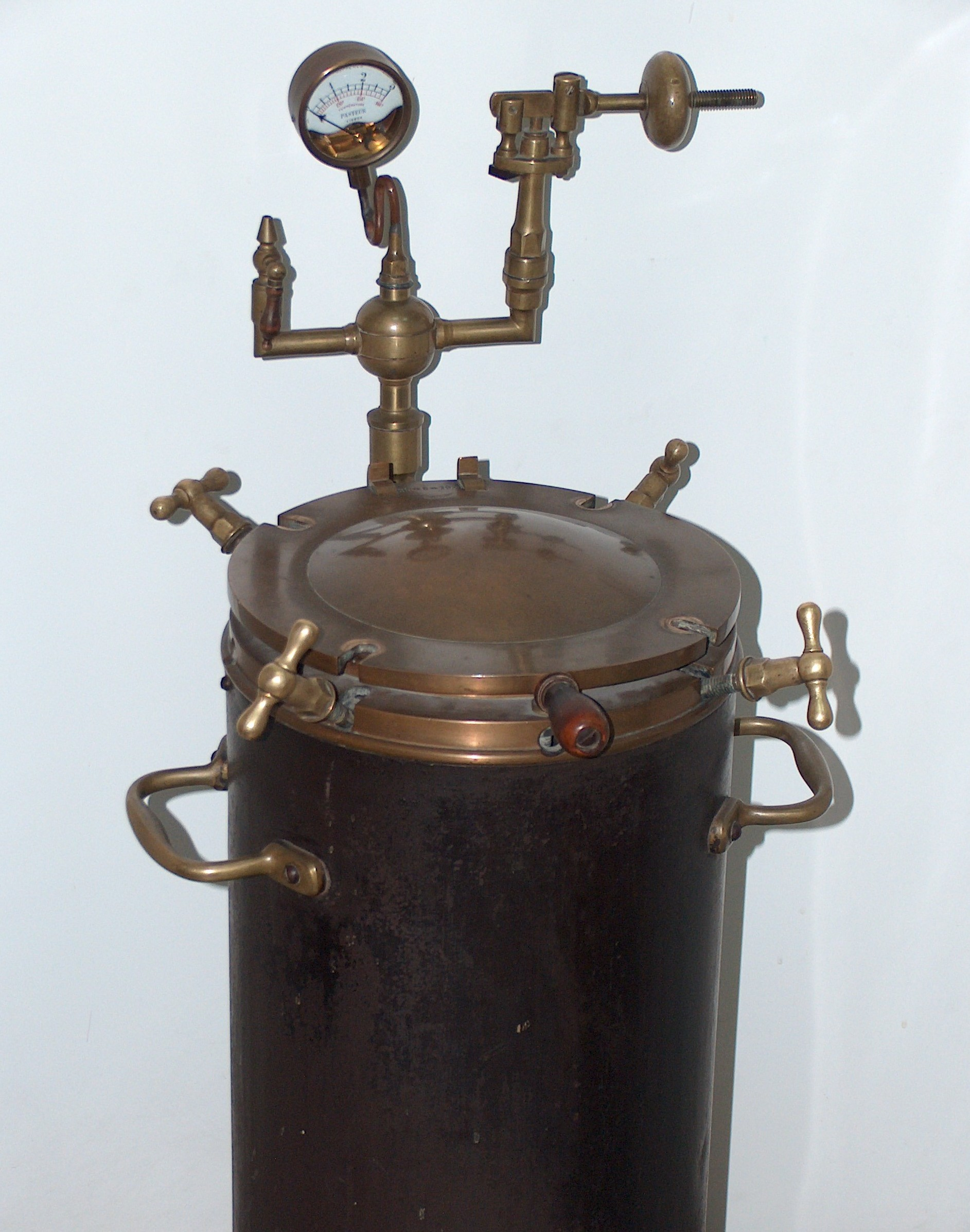
高圧蒸気滅菌器

滅菌（めっきん、英語: sterilization）とは、増殖性を持つあらゆる微生物（主に細菌類）を完全に殺滅又は除去する状態を実現するための作用・操作をいう。滅菌に関する国際規格であるISO 11139においては、ある物について微生物が存在しない状態にする検証された工程であるとしている。

## 概要
微生物を完全に殺滅・除去された状態を「無菌（状態）」というが、現実には完全な無菌を保証することは困難であるため、通常「滅菌」とは、微生物が生育できる可能性を限りなくゼロに近づける行為を指して使用される。医療機器の滅菌においては、滅菌後の医療機器に微生物等が存在する確率を示す指標として「無菌性保証水準（Sterility Assurance level, SAL）」を用い、10-6以下を達成することで無菌性を保証しているとする。
主に医療分野や細胞レベル以下を扱う実験生物学で重視される。ただし、医療現場では消毒のために増殖能力を喪失させる不活化が主目的であるのに対し、分子生物学や生物工学ではDNAやRNAなどの分子構造までも破壊し尽くすことが求められる。
医療の歴史においては、フランスの生化学者ルイ・パスツールにより、微生物の自然発生が否定され、イギリスの外科医ジョセフ・リスターが手術などの後に、傷口から化膿してくるのは、侵入した微生物が原因であると分析した。ここから、外科手術にあたって煮沸以外の方法で手や手術器具を消毒する研究が行われ、フェノールやヨードチンキなどの消毒剤が考案された。
類似・関連する概念として、殺菌、消毒、洗浄がある。医療機関における再使用可能な鉗子その他の医療機器の滅菌や、医療機器の製造工程における滅菌にあたって、滅菌の効果を的確に得るためには、十分に洗浄を行って、あらかじめ付着している微生物の数（バイオバーデン）を減少させておくことが重要である。

## 種類

### 加熱によるもの

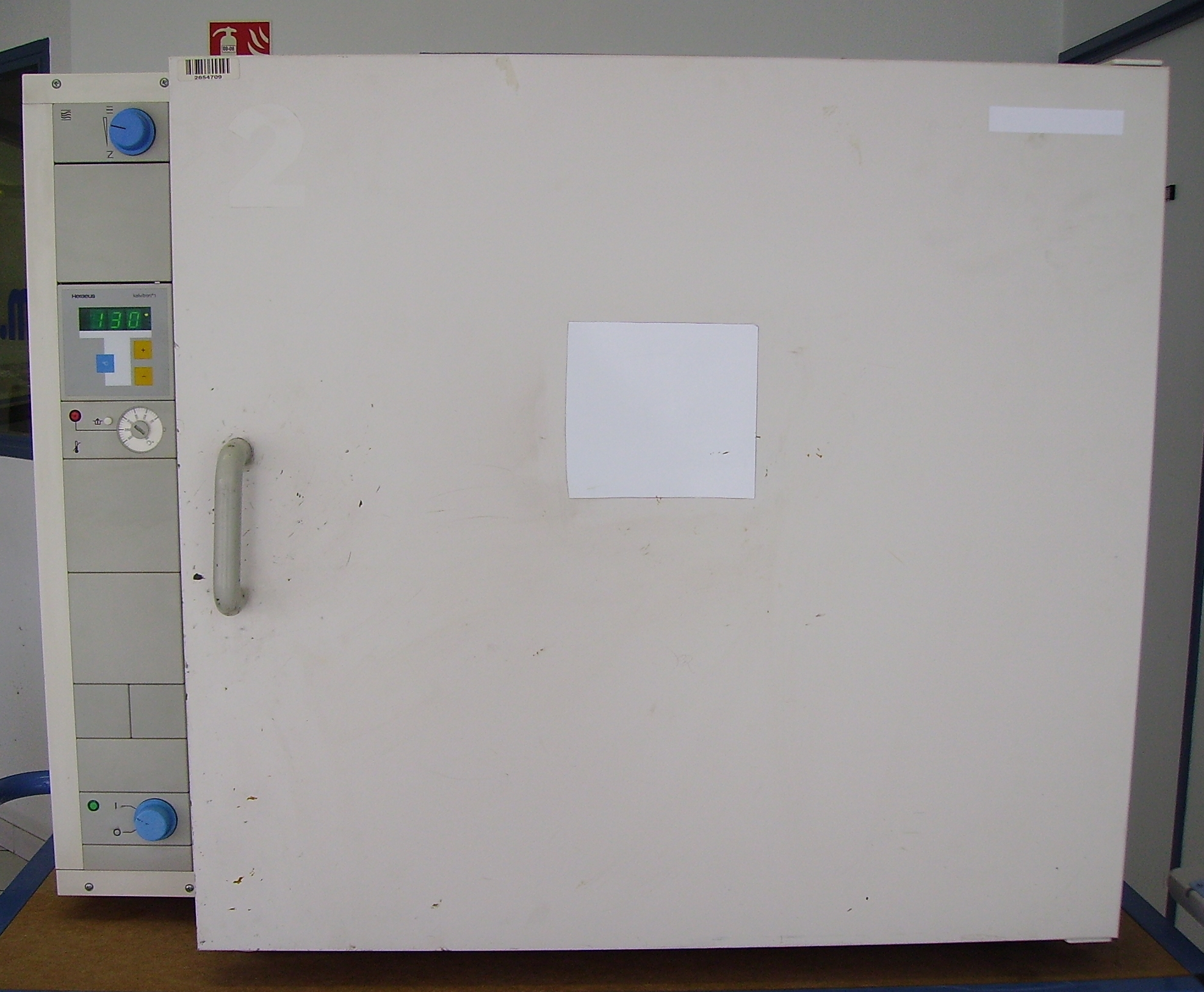
乾熱滅菌器

火炎滅菌菌を直接、火で焼く方法。アルコールランプ・ガスバーナーを使って行うことが一般的である。滅菌する部位が小さいもの、例えば白金線、白金耳、試験管口の滅菌に使われる。
乾熱滅菌ガス式または電気式の機械である。乾燥させたまま160~180℃くらいの熱で滅菌を行う。ガラスや金属製品などの滅菌に幅広く使用されている。
蒸気滅菌オートクレーブが用いられる。培地、包帯、ガーゼなどに対して用いられる。医療機関における器材の再使用のための蒸気滅菌の第一選択は高圧蒸気滅菌が推奨される。短時間で滅菌でき、化学物質を用いず、設備も放射線滅菌やエチレンオキサイドガス滅菌などの方法に比べ簡易である。他方、高温高圧に耐えられない材質の物には適用できない。また、流動パラフィンのような水分活性の低いものは、蒸気滅菌は適していない。

### 電磁波によるもの
電離放射線による滅菌
ガンマ線滅菌は、医療機器の製造工程において、エチレンオキサイドガス滅菌等とともにしばしば選択される方法である。放射線は透過力が強く人畜にも危害が及ぶため、ヒトが作業する場所で同時に滅菌を実施することはできない。他方で、ガス滅菌と異なり、密閉(包装)されたものに対しても適用でき、処理済みの物品の滅菌状態の維持が容易である（すなわち、密閉後に滅菌してしまえば、開封するまで滅菌状態が維持されると言う事である）こと、また、設備さえ整えてしまえば作業自体も、線源の周辺に一定時間置いておくだけであるため、非常に容易であることが利点である。
高周波による滅菌
マイクロ波（2,450±50MHz）を直接照射することで、固体に含まれる水分子が振動する熱により行う滅菌で、液体・培地の滅菌に適している。

### 化学作用によるもの

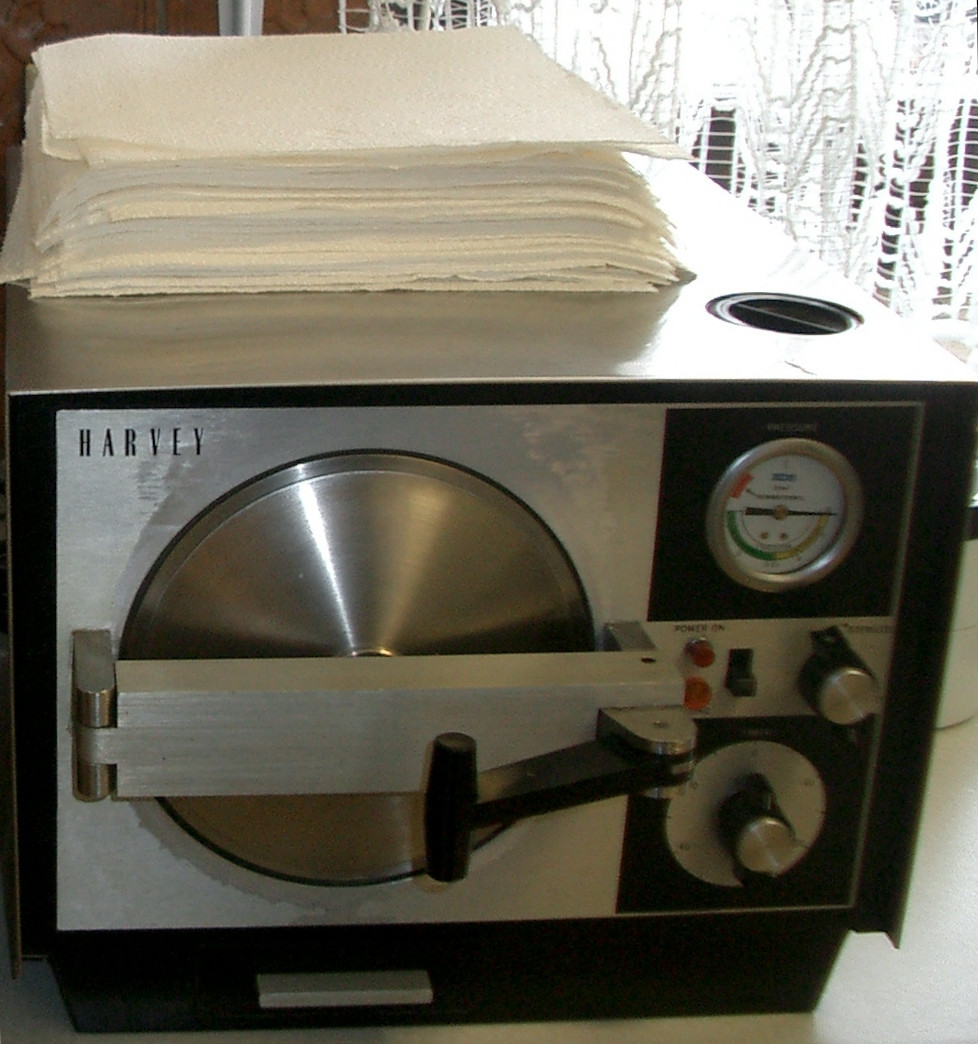
ケミクレーブ

ガス滅菌一般的に使われるのがエチレンオキシド（酸化エチレンガス/EOG）である。アルキル化によって死滅させる。オートクレーブが使用できないプラスチック製品に適応がある。低温のため、高温高湿に弱い素材のものにも適用できる。また、筒状や、複雑な形状である医療機器についてもEOGが浸透するため、適用しやすい。一方、毒性が強く残留ガスが人体等に悪影響を及ぼす可能性があること（このため、ISO 10993-7等において残留ガスの限度値が設定されている）、対象物の材質との化学反応によって二次化合物が生成されてしまう可能性がある。
過酸化水素低温プラズマ滅菌過酸化水素を電磁波によりプラズマ化させ、フリーラジカル・紫外線・過酸化水素により細菌等を殺滅させる方法である。
化学滅菌剤グルタルアルデヒド製剤・オルトフタルアルデヒド製剤・次亜塩素酸製剤や過酢酸製剤にて、浸漬して滅菌を行う方法である。

### 分離除去によるもの
濾過滅菌細菌よりも小さなフィルターで濾過する方法。水道水に利用されている。その他、薬品の溶液や血清など、液体の分離には有用である。ウイルスやマイコプラズマなどの微小な微生物は除けないが、一般的には滅菌として扱われる。

## 滅菌条件の設定方法
滅菌条件の設定には下記のような方法により、条件の設定を行なう。
- オーバーキル法
- バイオバーデン法
- ハーフサイクル法